# Bromus carinatus
Bromus carinatus es una especie herbácea perenne perteneciente a la familia de las gramíneas (Poaceae).  

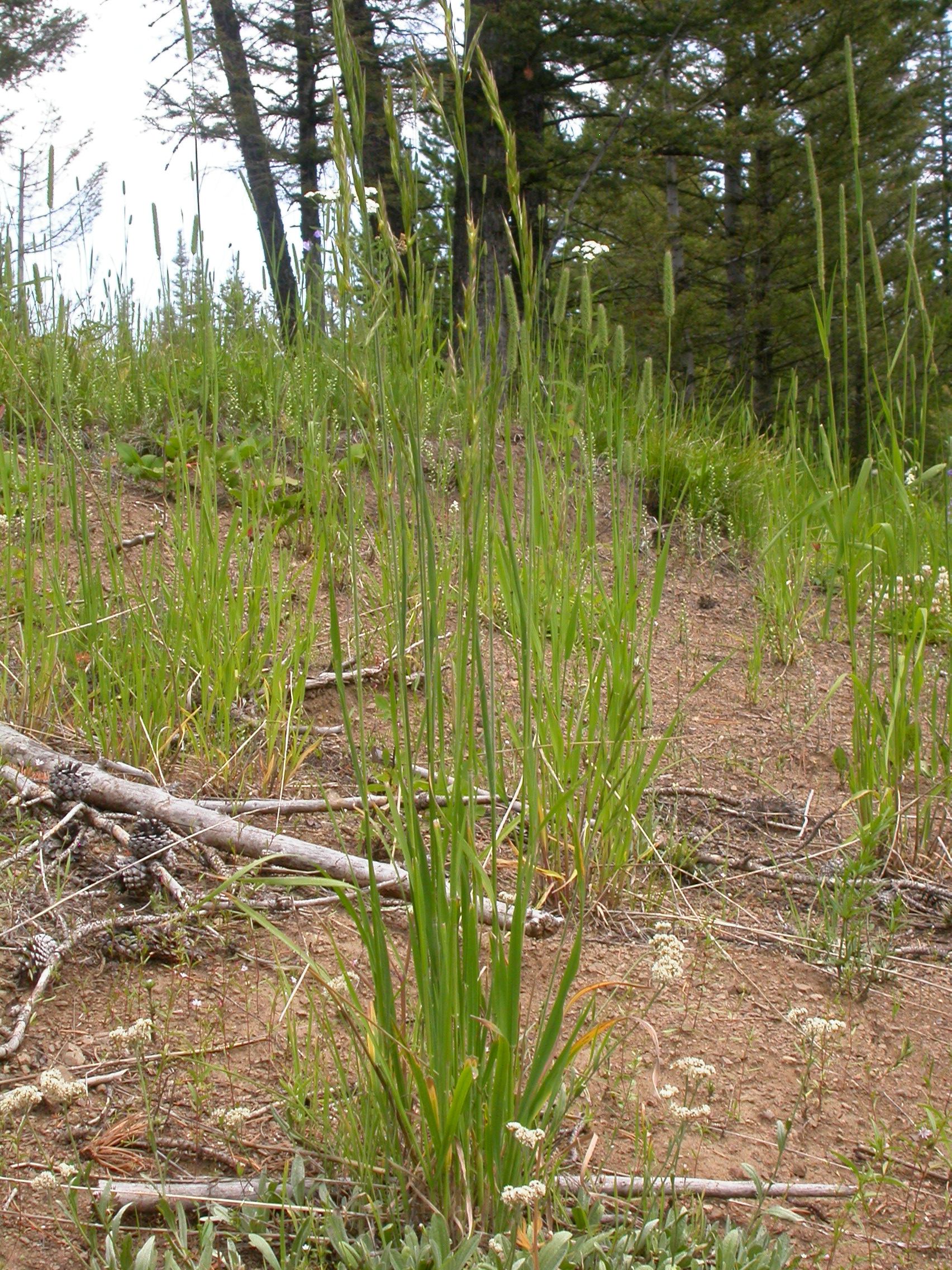
Vista de la planta en su hábitat

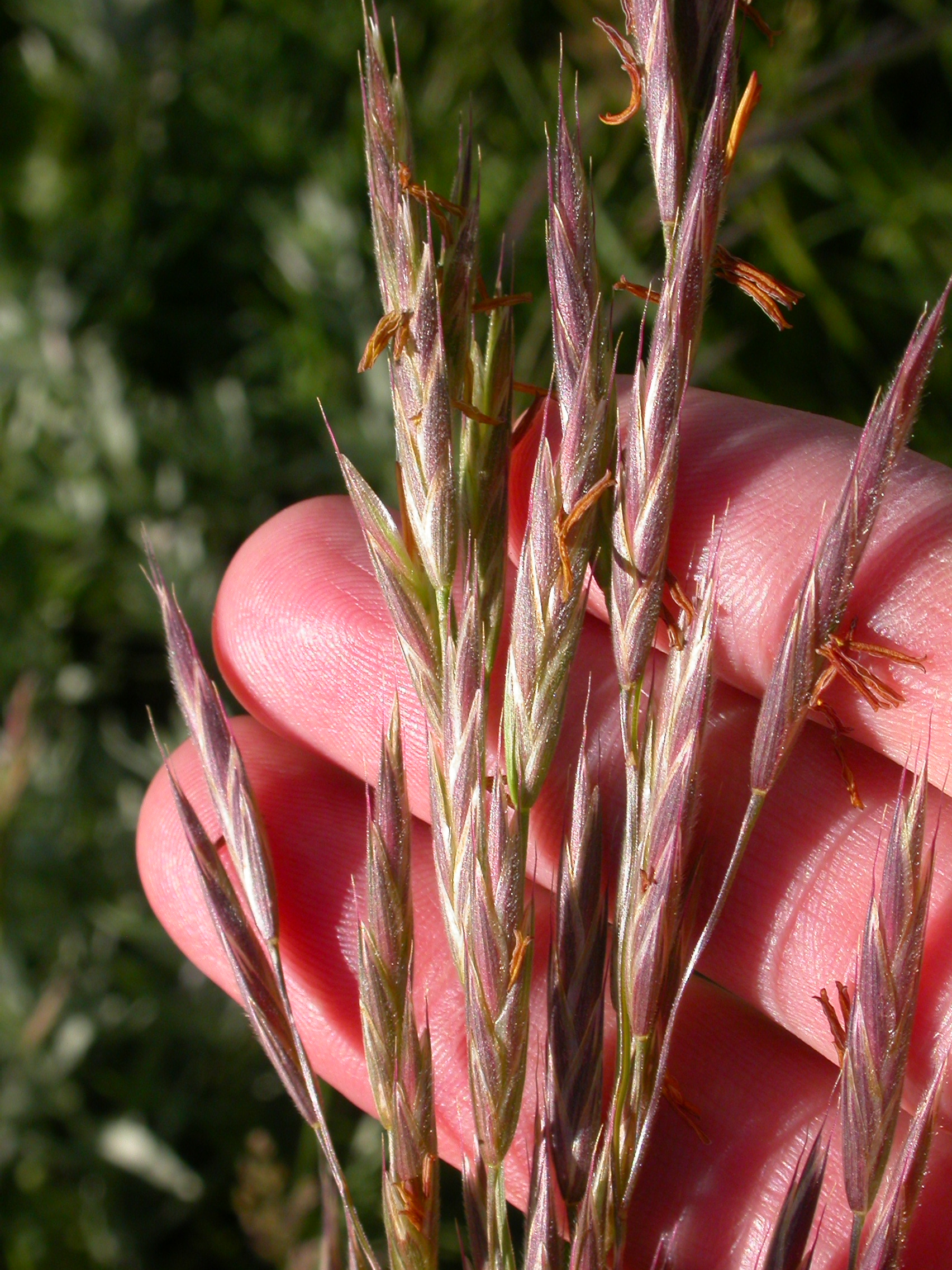
Detalle de las espigas

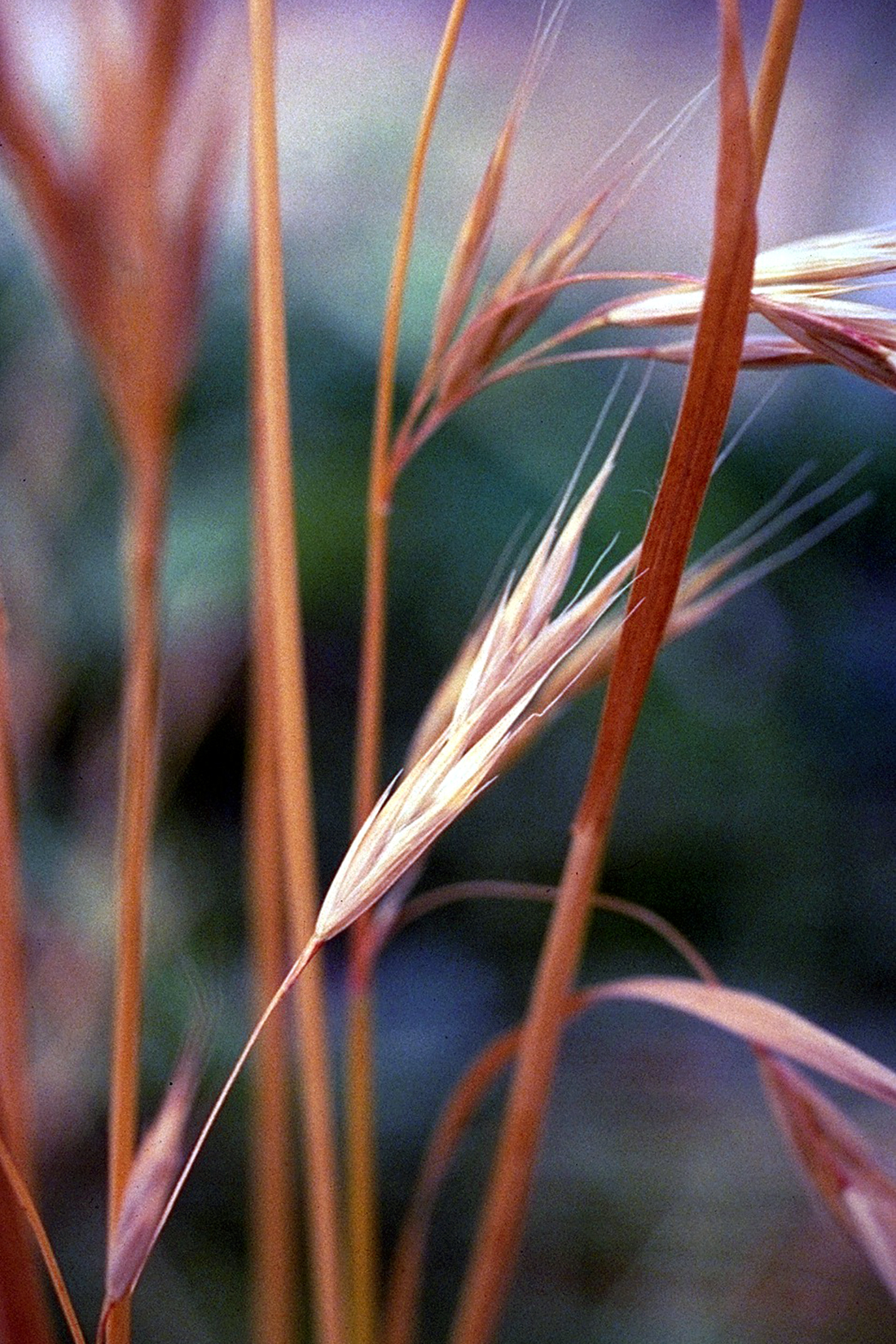
Detalle de la planta

## Descripción
Bromus carinatus es una planta perenne que crecen en macizos de 0,5 a 1,5 metros de altura, con muchas hojas estrechas de hasta 40 centímetros de largo. La inflorescencia lleva espiguillas laxas planas. La hierba es polinizada por el viento, pero también es a veces cleistógama, de manera que las flores se polinizan a sí mismas, especialmente bajo condiciones de estrés. También se reproduce vegetativamente por hijuelos .
Esta especie es muy variable. Puede ser fácilmente confundido con Bromus catharticus y Bromus stamineus.

## Distribución y hábitat
Es originaria del oeste de Norteamérica desde Alaska hasta el norte de México, donde se puede encontrar en muchos tipos de hábitat. Es conocido en algunas partes del medio oeste americano y el este de América del Norte como una especie introducida .

## Usos
Esta hierba se utiliza para el control de la erosión y la revegetación de tierras dañadas, así como utilizado un forraje altamente apreciado para el ganado, sin embargo, tiene la capacidad de convertirse en una maleza nociva en entornos agrícolas.

## Taxonomía
Bromus carinatus fue descrita por Hook. & Arn. y publicado en The Botany of Captain Beechey's Voyage 403. 1841[1840].
Etimología
Bromus: nombre genérico que deriva del griego bromos = (avena), o de broma = (alimento).
carinatus: epíteto latino que significa "con quilla".
Sinonimia
- Bromus californicus Nutt. ex A.Gray
- Bromus compressus Lag.
- Bromus hookeri var. pendulinus (Spreng.) E.Fourn.
- Bromus hookeri var. schaffneri E.Fourn.
- Bromus hookeri var. schlechtendalii E.Fourn.
- Bromus hookerianus Thurb.
- Bromus laciniatus Beal
- Bromus luzonensis J.Presl
- Bromus nitens Nutt. ex A.Gray
- Bromus oregonus Shear
- Bromus pendulinus Sessé ex Lag.
- Bromus proximus var. schlechtendalii (E.Fourn.) Shear
- Bromus schaffneri (E.Fourn.) Scribn. & Merr.
- Bromus subvelutinus Shear
- Bromus virens Buckley
- Bromus virens var. minor Scribn. ex Beal
- Ceratochloa carinata (Hook. & Arn.) Tutin
- Ceratochloa carinata var. hookerianus (Thurb.) Tzvelev
- Ceratochloa grandiflora Hook.
- Ceratochloa laciniata (Beal) Holub
- Festuca pendulina Spreng.
- Stipa virletii E.Fourn.
- Trisetum luzonense (J.Presl) Steud.
- Trisetum luzonensis (J. Presl) Steud.
- Triticum luzonense (J.Presl) Kunth[5][6]